# Imre Erdődy
Imre Erdődy (Budapeste, 26 de março de 1889 — Budapeste, 11 de janeiro de 1973) foi um ginasta húngaro que competiu em provas de ginástica artística pela nação.
Erdődy é o detentor de uma medalha olímpica, conquistada na edição de 1912, nos Jogos de Estocolmo. Na ocasião, foi o segundo colocado da prova coletiva ao lado de seus quinze companheiros de equipe, quando superou a seleção do Reino Unido, embora tenha sido derrotado pela equipe italiana de Alberto Braglia.